# International Temperature Scale of 1990
International Temperature Scale of 1990 (česky Mezinárodní teplotní stupnice z roku 1990, ITS-90) byla přijata Mezinárodním výborem pro váhy a míry (CIPM) v roce 1989. Definuje teploty v Kelvinech a stupních Celsia a podporuje srovnatelnost a kompatibilitu měření teploty. Zatímco měření termodynamické teploty pomocí primárního teploměru je velmi složité a časově náročné, stanovení teploty sekundárními teploměry je jednodušší. Ty však musí být kalibrovány, což ITS-90 umožňuje.
Obsahuje definici jednotky teploty (Kelvin, stupeň Celsia) a 17 teplotních bodů látek (trojný bod, tání, var, ...) a metody ověřování (cejchování) teploměrů.

## Definované body
Tato tabulka obsahuje seznam nadefinovaných bodů v ITS-90.
| Látka a její stav                                                 | Definující bod v Kelvinech (rozsah) | Definující bod ve stupních Celsia (rozsah) |
| ----------------------------------------------------------------- | ----------------------------------- | ------------------------------------------ |
| tlak vodní páry / teplotní vztah pro helium-3                     | (0,65 do 3,2)                       | ( -272,50 do -269,95)                      |
| tlak vodní páry / teplotní vztah pro helium-4 pod jeho bod lambda | (1,25 do 2,1768)                    | ( -271,90 do -270,9730)                    |
| tlak vodní páry / teplotní vztah helium-4 nad jeho bod lambda     | (2,1768 do 5,0)                     | ( -270,9730 do -268,15)                    |
| tlak vodní páry / teplotní vztah por helium                       | (3 do 5)                            | ( -270,15 do -268,15)                      |
| trojný bod vodíku                                                 | 13,8033                             | -259,3465                                  |
| trojný bod neonu                                                  | 24,5561                             | -248,5937                                  |
| trojný bod kyslíku                                                | 54,3584                             | -218,7914                                  |
| trojný bod argonu                                                 | 83,8058                             | -189,3440                                  |
| trojný bod rtuti                                                  | 234,3156                            | -38,8342                                   |
| trojný bod vody                                                   | 273,16                              | 0,01                                       |
| teplota tání gallia                                               | 302,9146                            | 29,7648                                    |
| teplota tuhnutí india                                             | 429,7485                            | 156,5987                                   |
| teplota tuhnutí cínu                                              | 505,078                             | 231,928                                    |
| teplota tuhnutí zinku                                             | 692,677                             | 419,527                                    |
| teplota tuhnutí hliníku                                           | 933,473                             | 660,323                                    |
| teplota tuhnutí stříbra                                           | 1234,93                             | 961,78                                     |
| teplota tuhnutí zlata                                             | 1337,33                             | 1064,18                                    |
| teplota tuhnutí mědi                                              | 1357,77                             | 1084,62                                    |